# An Indian Legend
An Indian Legend è un cortometraggio muto del 1912 diretto da Charles Giblyn, qui al suo esordio nella regia cinematografica.

## Produzione
Il film fu prodotto dalla Broncho Film Company.

## Distribuzione
Distribuito dalla Mutual, il film - un cortometraggio in una bobina - uscì nelle sale cinematografiche statunitensi il 9 ottobre 1912.